# Edewecht
Edewecht là một đô thị ở huyện Ammerland district, trong bang Niedersachsen, nước Đức. Đô thị Edewecht có diện tích 113,5 km². Đô thị này có cự ly khoảng 15 km về phía tây của Oldenburg.

## Đô thị kết nghĩa
Edewecht kết nghĩa với
- Krosno tại Ba Lan  (từ năm 1996) [1]
- Wusterhausen/Dosse tại Brandenburg  Đức